# Wingertskreuz
Das Wingertskreuz auf der Feldgemarkung der rheinland-pfälzischen Ortsgemeinde Dirmstein ist ein Kreuz aus Stein mit ebensolchem Corpus. Es steht an einem Wirtschaftsweg, der vom Dirmsteiner Baugebiet Nördlich der Heuchelheimer Straße nach Norden führt. Die Vorderseite mit dem Corpus ist zum Weg hin, nach Westen, ausgerichtet.

## Geographische Lage
Der Standort des Wingertskreuzes auf einer Höhe von 112 m ü. NHN ist etwa 800 m nordöstlich der Wohnbebauung inmitten von Weinbergen, die zur Lage Dirmsteiner Herrgottsacker gehören. Das Kreuz steht in der Gewanne Schirmberg auf der Ostseite eines Wirtschaftswegs, der aus der örtlichen Stahlbergstraße hervorgeht.

## Geschichte
Das Wingertskreuz aus rotem Sandstein wird vor Ort auch „rotes Kreuz“ genannt. Es wurde 1901 durch den Dirmsteiner Winzer Johannes Wüst am Rand seines Weinbergs errichtet. Dieser befindet sich mitsamt dem Kreuz noch heute, vier Generationen später, im Eigentum von Wüsts Nachfahren. Er ist derzeit mit Chardonnay-Reben bepflanzt, aus denen Weißweine von hoher Qualität erzeugt werden.
In den Sandsteinsockel ist eine gereimte Inschrift eingemeißelt und mit dunkler Farbe hervorgehoben:
Nicht Stein noch Holz
wir beten an
Nur Christus
Der gestorben ist dran
Im Jahr 2021 ließen die Eigentümer das Kreuz renovieren. Es wurde durch die Denkmalbehörde als Kulturdenkmal anerkannt und am 16. Juli 2021 durch die katholische Kirche in einer feierlichen Zeremonie gesegnet. Aus diesem Anlass wurde eine Weinedition mit dem Sonderetikett „Kreuzwein“ herausgegeben.